# 艾爾夏爾 (愛荷華州)
艾爾夏爾（英語：Ayrshire）是美国艾奥瓦州帕洛阿爾托縣下轄的一个城市。2010年人口统计为143人。